# Солютрейська культура

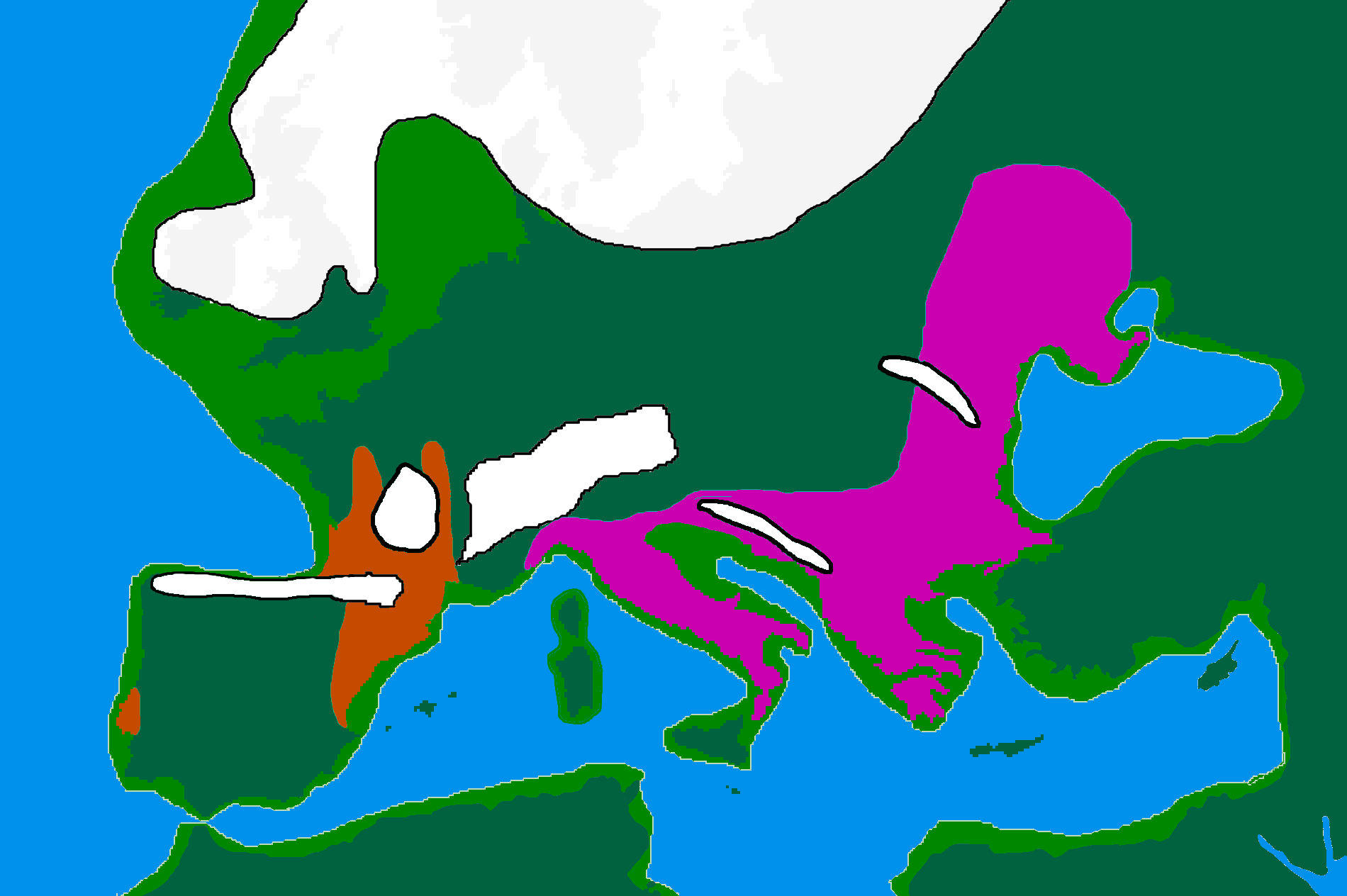
Європейські сховища Останнього Льодовикового Максимуму, 20.000 р. тому
Солютрейська та пре-Солютрейська культури
Епіграветтська культура

Солютрейська культура — археологічна культура ловецьких племен початкової пори молодшого палеоліту, назва якої походить від печерної стоянки Солютре (Solutré), розташованої в Солютре-Пуї (Франція).

## Час
Наукові радіокарбонні дати виробів вказують на порівняно короткий, від 1 000 років, період існування солютре (період приблизно 18 000 (іноді 19 000)-16 000 до н. е., згідно з деякими іншими даними до 15 000 до н. е.).

## Територія
Район розповсюдження типової солютрейської культури — Середня і Південна Франція.
Самостійний центр розповсюдження схожої культури існував в Східній і Північній Іспанії і в Португалії. На тундрових землях Північної Франції, Бельгії і Англії пам'ятники зустрічаються ближче до ранньої фази солютрейської культури, але більш розвинені вироби тут зустрічаються дуже рідко або зовсім відсутні.
Деякі дослідники вважають Солютрей характерною лише для Західної Європи (Франція, Нідерланди, Німеччина, Східна Австрія, Іспанія, Португалія, Швейцарія, Чехія, вільна від льодовика Англія), інші припускають, що її стоянки поширені майже по всій Європі, і включають до неї також поодинокі стоянки в Україні (Молодові тощо).

## Природні умови
Північні тайгові і холодостійкі листв'яні ліси вкривали основні центри культури: Південну Францію, Іспанію і Португалію. Тундра характеризувалась на півночі Франції, а також на території Німеччини, Нідерландів і
Бельгії. . Льодовик вкривав майже всю територію Британських островів (на той час були поєднані з континентом) за винятком південної її частини, Альпи, Піренеї, Данію і Померанію.
Знайдені залишки коней (залишки в Солютре близько 10 000 коней), північного оленя, мамута (залишки у Преджмост (Чехія) 800—1000 мамутів), печерного лева, носорога, ведмедя і тура.

## Пам'ятники
Відкриття культури було зроблено Габріелом де Мортільє (G. de Mortillet), що систематизував палеоліт. Солютрейськая культура названа за печерною стоянкою Солютре у Франції (департамент Сони і Луари) за 57 км на північ від м. Ліона, 9 км на захід від м. Макон. Печери Les Eyzies і Laugerie Haute і в нижчих шарах скель Cresswell в Дербіширі, Англія. Стоянки просто неба досліджені у Франції, Нідерландах, Німеччині, Східній Австрії і в інших країнах.
У Чехії вивчені стоянки в Моравії: Дольні Вестоніци, Пржедмост і Павлов (поблизу Мікулова).

## Вироби культури
Роботи солютрейського народу показують швидкоплинну стадію мистецтва між крем'яними знаряддями Мустьє і кістковими знаряддями Мадленської культури.
Головна особливість є розповсюдження наконечників списів і лез ножів, зроблених з великою досконалістю шляхом обробки кременя з двох сторін віджимною ретушшю. Цей спосіб обробки кременю полягав в тому, що за допомогою кістяного віджимника з поверхні знаряддя сколювалися тонкі луски. Спосіб віджимної ретуші зародився раніше, але досяг свого розквіту в солютрейські часи. Віджимна ретуш давала можливість виготовляти наконечники стріл і списів, які були так само тонкі, як залізні наконечники тих же розмірів, що з'явилися пізніше. Вони були достатньо легкими, що дозволяло використовувати їх для метальної зброї. Переважають форми лавролистих або верболистних наконечників, наконечників з колодкою і з бічною виїмкою.
Провідними формами були чудово оброблені подовжені наконечники, шкрябання, свердла і невеликі різці, іноді із зубчиками. Кістяні наконечники веретеноподібні або з скошеною підставою. Зустрічаються намиста з просвердлених зубів.

## Господарство культури
Полювання загородою було, мабуть, відомим ще в нижньому палеоліті. У верхньому палеоліті вона набуває особливо великого значення. Так, на стоянці Солютре під крутим обривом знайдений товстий шар кісток коней, близько 10 тис. особин. Очевидно, мисливці заганяли тварин до обриву, з якого вони падали вниз і ставали здобиччю людей. Така ж картина нагромадження кісток диких тварин спостерігається і на інших верхньопалеолітних стоянках. Застосовувалися і ловецькі ями. Проте полювання на таких крупних звірів, як мамути, навряд чи проводилося за допомогою ловецьких ям. Користуючись примітивними знаряддями, мисливець не міг вирити дуже велику яму, та і користь від такого методу полювання на крупного звіра вельми сумнівна. Верхньопалеолітичне полювання здійснювалося колективом людей, житла і поселення яких стали нам відомі останнім часом.
Люди селилися на мисових терасах, поблизу долин річок, на місцях літньої і зимової кочівлі стад диких звірів (наприклад, в долині Везера (Німеччина) і його приток, де проходили стада биків, оленів і коней). Тут влаштовувалися облавні полювання, були ловецькі ями, а в землі, що промерзла, викопували ями для тривалого зберігання м'яса. Мисливці іноді покидали свої становища, а потім поверталися знов.

## Етнічна і расова належність
Деякі вчені вважали, що культура була перейнята народом зі сходу, з області розповсюдження селетської культури, на доказ чого приводили схожість листоподібних наконечників, типових для тієї і іншої культури. Проте по радіокарбонних датах розрив між цими культурами близько 11 тис. років. Найпізніша дата селетськіх пам'ятників 30 тис. років до Р. Х., а найраніша солютрейськая — 18 тис. років до РХ. Ця обставина не дозволяє встановлювати прямі зв'язки між селетом і солютре.
Інші вчені вважали, що культура розвинулась з приходом народу, що переселився з Північної Африки через Іспанію. Проте в Іспанії немає ранньої солютрейськой індустрії. І така версія не знаходить підтвердження.
Таким чином, солютрейська культура імовірно була згенерована місцевим народом кам'яної доби. Стратиграфичні спостереження вказують на те, що солютрейськая індустрія відноситься до періоду між розвитком граветтянської і мадленської культурами і частково існує паралельно з граветтською і ранньої мадленською.

## Зв'язок з іншими культурами
Солютрейська культура межувала на південному сході Франції з салпетрієрською (по печері «Salpetrier») або роданською (по р. Роні) культурою. Її індустрія, ймовірно, середземноморського типу, з відмінною рисою є наявність мікролітів.
Своєрідна культура кінця ориньякського і солютрейського часу була знайдена у Франції в місцезнаходженнях Ложері Від і Абрі-Пато. Її назвали протомадленською, хоча прямого продовження у мадлені вона не знаходить. Головним в господарській діяльності верхнепалеолітічної людини було полювання.
Солютрейська культура уступила місце Мадленській культурі.
Відкривачі новаційної техніки обробітки кременя, «солютрейці», загадково зникли близько 15 000 року до Р. Х.. Питання полягає у тому, як технологічно переважаючи крем'яні інструменти «солютрейців» були замінені на кістяні інструменти мадленської культури. Правдоподібрним є висновок про вторгнення народу «мадленців» і знищення більш тонкої культури місцевих «солютрейців». Схожість культури в Північній Америці — Кловіс культури (Кловіс солютрейська — Clovis Solutrean) вказує на велику ймовірність переходу частини «солютрейців» вздовж краю нетаючого льодовика, можливо втікаючи від «мадленців».
Локальним варіантом Солютрейської культури є Гримальдійська культура — культура пізнього палеоліта на території Італії і французької рів'єри.